# Narwee, New South Wales
Narwee este o suburbie în Sydney, Australia.